# Liste der Tomatensorten/J
Erläuterungen und Quellen: Siehe Hauptartikel!
| Tomatensorte                                                                             | Bild | Beschreibung | Quellen                |
| ---------------------------------------------------------------------------------------- | ---- | --- | ---------------------- |
| J. F.                                                                                    |      | Züchter: Western Seed España, S.A. | j, o                   |
| J. Moran                                                                                 |      | | g, h                   |
| J. Pope                                                                                  |      | | d                      |
| J. Walsh                                                                                 |      | | c, d                   |
| J&L Midnight Select                                                                      |      | | c, d                   |
| J&L Select Blue                                                                          |      | | c, d                   |
| Jablonelistnyj                                                                           |      | | g, h                   |
| Jablonka Rosii                                                                           |      | | c                      |
| Jabloschnji                                                                              |      | | c                      |
| Jablotschny Lipetzky                                                                     |      | | f                      |
| Jabot                                                                                    |      | Züchter: Seminis Veget.Seeds Inc | j                      |
| Jabot F1                                                                                 |      | Züchter: Seminis | k                      |
| Jabucar So Mali Rebra                                                                    |      | | c, d                   |
| Jabucice Ladarevic                                                                       |      | | c                      |
| Jacanda                                                                                  |      | | j                      |
| Jacaranda                                                                                |      | Züchter: Hm Clause Sa (Fr) | j, o                   |
| Jacinto                                                                                  |      | Züchter: Royal Sluis | j                      |
| Jack                                                                                     |      | Züchter: Petoseed Co.Inc. | j, o                   |
| Jack Johnson                                                                             |      | | c, d, n                |
| Jack Pot                                                                                 |      | Züchter: Evergrow Seed | j, o                   |
| Jack White                                                                               |      | Züchter: Domaine Public (Fr) | d, j                   |
| Jackal                                                                                   |      | | j                      |
| Jackpot                                                                                  |      | Züchter: Ferry Morse Seed Co.(Usa) (Us) | j                      |
| Jackpotty                                                                                |      | | j, o                   |
| Jacobs                                                                                   |      | | j                      |
| Jacota                                                                                   |      | Züchter: Siromeatnicov, Iulia, Md, Botnari, Vasile, Md, Jacota, Anatolie, Md, Balaur, Nicolae, Md, Cotenco, Eugenia, Md, Ciobanu, Renata, Md, Chirilov, Eleonora, Md                                                             | j, o                   |
| Jacqueline                                                                               |      | | j                      |
| Jactina                                                                                  |      | Züchter: Hazera Genetics Ltd (Il)/Yissum Research Dev Of The Hebrew University Of Jerusalem (Il) | j                      |
| Jade                                                                                     |      | Züchter: De Ruiter Zonen (Nl) | j                      |
| Jade Pink Round                                                                          |      | | d, k                   |
| Jadelo                                                                                   |      | Züchter: Vilmorin | j, o                   |
| Jadelo F1                                                                                |      | Züchter: Vilmorin | j, k                   |
| Jadviga                                                                                  |      | Züchter: Rijk Zwaan Zaadteelt En Zaadhandel Bv (Nl) | j                      |
| Jaffa (oder: Sibirische Orange)                                                          |      | | c, d, e, g, h, k, n    |
| Jaffa II                                                                                 |      | | c                      |
| Jaffatropfen                                                                             |      | | c                      |
| Jag 8810                                                                                 |      | Züchter: Monsanto Holland B.V. | j, o                   |
| Jaga                                                                                     |      | Züchter: Przedsiebiorstwo Nasiennictwa Ogrodniczego I Szkolkarstwa Spolka Akcyjna W Upadlosci Likwidacyjnej | g, h, j                |
| Jagged Leaf                                                                              |      | | c, d                   |
| Jagodka                                                                                  |      | | c, d                   |
| Jaguar                                                                                   |      | Züchter: Seminis Vegetable Seeds (Nl) | j, o                   |
| Jaguar F1                                                                                |      | Züchter: Seminis Vegetables (Nl) | j, o                   |
| Jahmato Banana Pear                                                                      |      | | c, g, h                |
| Jahoda                                                                                   |      | | g, h                   |
| Jahodo                                                                                   |      | | j                      |
| Jairo                                                                                    |      | Züchter: Cora Seeds S.R.L. | j                      |
| Jakarta                                                                                  |      | Züchter: Nunhems B.V. | j, o                   |
| Jake's                                                                                   |      | | c, d                   |
| Jaklin                                                                                   |      | Züchter: J. Danailov, L. Rusanov, D. Baralieva, I. Petkova | j                      |
| Jalapa                                                                                   |      | | c                      |
| Jalari                                                                                   |      | | j                      |
| Jalila                                                                                   |      | Züchter: Magnum Seeds Inc (Us) | j                      |
| Jalpa                                                                                    |      | | j                      |
| Jalta Orange                                                                             |      | | e                      |
| Jama                                                                                     |      | Züchter: Seminis Veget.Seeds Inc | j                      |
| Jamaica                                                                                  |      | Züchter: Rijk Zwaan | j, o                   |
| Jamal                                                                                    |      | | c                      |
| Jambo                                                                                    |      | | j                      |
| Jamboree                                                                                 |      | | j, o                   |
| James                                                                                    |      | Züchter: Syngenta Seeds B.V. | j, o                   |
| Jamil                                                                                    |      | | j                      |
| Jamilla                                                                                  |      | | j                      |
| Jampact                                                                                  |      | | j, o                   |
| Jampact F1                                                                               |      | | j                      |
| Jampakt                                                                                  |      | Züchter: Sakata Seed Southern Africa Ltd (Za) | j, o                   |
| Jan's                                                                                    |      | | c, d                   |
| Jana                                                                                     |      | | c, d, g, h             |
| Jana 910                                                                                 |      | | j                      |
| Jana Dulcia                                                                              |      | | c, e                   |
| Jana Gelb                                                                                |      | | m                      |
| Jana Rn                                                                                  |      | | j                      |
| Jana Rot                                                                                 |      | | m                      |
| Jandero                                                                                  |      | | j                      |
| Janet's Jacinthe Jewel                                                                   |      | | d                      |
| Jani                                                                                     |      | | c                      |
| Jani Pritlikav                                                                           |      | | j                      |
| Janika                                                                                   |      | | j                      |
| Janine                                                                                   |      | | j                      |
| Janna                                                                                    |      | Züchter: May Agro Seed Corp. (Tr) | j                      |
| Jano                                                                                     |      | Züchter: Semillas Almeria I+D, S.L. | j                      |
| Janosik                                                                                  |      | Züchter: Polska Hodowla I Nasiennictwo Roslin Ogrodniczych Iwarz-Pnos Sp. Z O.O. | j                      |
| Jantar                                                                                   |      | Züchter: Torseed Przedsiebiorstwo Nasiennictwa Ogrodniczego I Szkolkarstwa S.A. | c, d, j, o             |
| Jantarnyj                                                                                |      | | g, h                   |
| Japan                                                                                    |      | | c                      |
| Japan Golden Pear                                                                        |      | | c, e, g, h             |
| Japan Red Pear                                                                           |      | | e, g, h                |
| Japanese                                                                                 |      | | c, d                   |
| Japanese Dwarf                                                                           |      | | c, d                   |
| Japanese Golden Pear                                                                     |      | | d                      |
| Japanese Oxheart                                                                         |      | | c, d, k                |
| Japanese Pink                                                                            |      | | c, d                   |
| Japanese Plum                                                                            |      | | c, d                   |
| Japanese Tomato Tree (oder: Japan Tomato Tree)                                           |      | | c, d, e                |
| Japanese Trifele Yellow                                                                  |      | | d                      |
| Japanese Zero                                                                            |      | | c, d                   |
| Japanische Trüffel (oder: Japanische Trüffeltomate, Japanese Trifele. Japonskij Trüffel) |      | | e, g, h, n             |
| Japanische Trüffel Gold                                                                  |      | | c                      |
| Japanische Trüffel Orange (oder: Japanese Trifele Orange. Japonskij Trüffel Oranzhewyj)  |      | | c, d, f, n             |
| Japanische Trüffel Rot                                                                   |      | | c                      |
| Japanische Trüffel Schwarz (oder: Japanese Trifele Black. Japanese Black Trifele)        |      | Züchter: Domaine Public (Fr) | c, d, j, k             |
| Japanische Zwiebel                                                                       |      | | c, e, g, h             |
| Japanisches Ei                                                                           |      | | c, e, g, h, m          |
| Japel                                                                                    |      | Züchter: Semillas Fito, S.A. | j, o                   |
| Japonaise Basse                                                                          |      | | c                      |
| Japonaise Haute                                                                          |      | | c, e, g, h             |
| Japonaise Rose                                                                           |      | | c                      |
| Japones De Colgar                                                                        |      | | j                      |
| Japonets                                                                                 |      | | c                      |
| Japonskij                                                                                |      | | c                      |
| Japonskij Karlik                                                                         |      | | c                      |
| Japonskij Krab                                                                           |      | | c                      |
| Japonskij Krab Scheltji                                                                  |      | | c                      |
| Japonskij Trüffel Orange                                                                 |      | | m                      |
| Japonskij Trüffel Schwarz                                                                |      | | m                      |
| Jarabe                                                                                   |      | | j                      |
| Jargo                                                                                    |      | Züchter: J. Danailov, L. Rusanov, P. Petrov | j                      |
| Jasenichki Jabuchar                                                                      |      | | c                      |
| Jasmin                                                                                   |      | Züchter: Agro-Tip Handels- und Consultingges. mbH | j                      |
| Jasmin Best                                                                              |      | | n                      |
| Jasmine                                                                                  |      | | c, d, j, o             |
| Jasminia                                                                                 |      | Züchter: Rijk Zwaan Zaadteelt En Zaadhandel Bv (Nl) | j, o                   |
| Jasnaja                                                                                  |      | | c, e, m                |
| Jasnoplodé                                                                               |      | | g, h                   |
| Jason                                                                                    |      | Züchter: Semillas Almeria I+D, S.L. | c, j, o                |
| Jasper                                                                                   |      | | c, d, j                |
| Jasper 3709                                                                              |      | | j                      |
| Jasper F1                                                                                |      | | d                      |
| Jasta                                                                                    |      | | g, h                   |
| Jastis                                                                                   |      | Züchter: Hazera Seeds | j, o                   |
| Jatun                                                                                    |      | | j                      |
| Jaune                                                                                    |      | | c                      |
| Jaune A Farcir                                                                           |      | Züchter: Domaine Public (Fr) | j                      |
| Jaune Coeur De Pigeon                                                                    |      | | k                      |
| Jaune D'Or                                                                               |      | | c, d                   |
| Jaune De Beau Germe                                                                      |      | | c                      |
| Jaune De Chardonne                                                                       |      | | c                      |
| Jaune des Andes                                                                          |      | | m                      |
| Jaune Diespagne                                                                          |      | Züchter: Domaine Public (Fr) | j                      |
| Jaune Flammée                                                                            |      | | c, d, f                |
| Jaune Grosse Lisse                                                                       |      | | g, h                   |
| Jaune Neguib (oder: Jaune Negib)                                                         |      | | c, d, k                |
| Jaune Plissée                                                                            |      | | c, d                   |
| Jaune Ridée Dominique                                                                    |      | | c, d                   |
| Jaune Saint Vincent                                                                      |      | Züchter: Domaine Public (Fr) | d, j                   |
| Java                                                                                     |      | Züchter: Tezier | j                      |
| Javy                                                                                     |      | Züchter: Clause - Tezier (Fr) | j                      |
| Jawara                                                                                   |      | | j                      |
| Jawnik                                                                                   |      | | c                      |
| Jawor                                                                                    |      | Züchter: Przedsiebiorstwo Nasiennictwa Ogrodniczego I Szkolkarstwa W Ozarowie Mazowieckim Spolka Z O.O. | j                      |
| Jayena                                                                                   |      | Züchter: Monsanto Vegetable Ip Management B.V. | j, o                   |
| Jayran                                                                                   |      | Züchter: Clause (Fr) | j                      |
| Jayrex                                                                                   |      | | j                      |
| Jazira                                                                                   |      | | j                      |
| Jazmin                                                                                   |      | | j                      |
| Jazon                                                                                    |      | Züchter: Plantico Hodowla I Nasiennictwo Ogrodnicze Golebiew Sp. Z O.O. | j                      |
| Jazz                                                                                     |      | | j                      |
| Jazzy                                                                                    |      | | j                      |
| Jd's Special C Tex                                                                       |      | | c, d, e, f             |
| Jean's Prize                                                                             |      | | c, d, e                |
| Jeanie                                                                                   |      | | c, e, g, h             |
| Jeff Davis                                                                               |      | | c, d, k                |
| Jeff Davis Cross                                                                         |      | | c, d                   |
| Jeff's Purple                                                                            |      | | c, d                   |
| Jefferson Giant                                                                          |      | | c, d                   |
| Jefferson Wr                                                                             |      | | g, h                   |
| Jeil Hwangdo                                                                             |      | Züchter: Park Dong-Bok, Park Ji-Sung | j, o                   |
| Jeirex                                                                                   |      | | j, o                   |
| Jeirex F1                                                                                |      | | j                      |
| Jellina                                                                                  |      | | j                      |
| Jelly Bean                                                                               |      | | b                      |
| Jelly Bean F1                                                                            |      | | c, d                   |
| Jelona                                                                                   |      | | c, j                   |
| Jelona F1                                                                                |      | | d                      |
| Jemelia                                                                                  |      | Züchter: Selekcijos Ir Seklininkystes Firma „Manul“ | j, o                   |
| Jenifer                                                                                  |      | | j                      |
| Jenkins Creek                                                                            |      | | c, d                   |
| Jenna                                                                                    |      | Züchter: Rijk Zwaan (Nl) | j, o                   |
| Jennie                                                                                   |      | | c, d                   |
| Jennita                                                                                  |      | | j                      |
| Jenny                                                                                    |      | | d                      |
| Jenty                                                                                    |      | Züchter: Amit Avidov | j, o                   |
| Jepry                                                                                    |      | Züchter: Amit Avidov | j, o                   |
| Jeremy                                                                                   |      | Züchter: De Ruiter Seeds (Nl) | j                      |
| Jeres                                                                                    |      | Züchter: Novartis Seeds B.V. | j                      |
| Jerewani Kangun 447                                                                      |      | | c                      |
| Jerez                                                                                    |      | Züchter: Novartis Seeds B.V. | j, o                   |
| Jergus                                                                                   |      | | j                      |
| Jericas Gelbe                                                                            |      | | c, m, n                |
| Jericho                                                                                  |      | | j                      |
| Jerizzas Gelbe                                                                           |      | | c                      |
| Jerome                                                                                   |      | | j                      |
| Jerry's German Giant                                                                     |      | | c, d, e                |
| Jerry's German Giant Pink                                                                |      | | c                      |
| Jerry's German Pink                                                                      |      | | d                      |
| Jerrys German Giant Tomato                                                               |      | | n                      |
| Jersey Devil                                                                             |      | | c, d, k                |
| Jersey Giant                                                                             |      | | c, d                   |
| Jersey Giant Paste                                                                       |      | | k                      |
| Jerusalem                                                                                |      | | c, d                   |
| Jerusalem Giant                                                                          |      | | c, d, f                |
| Jesolo                                                                                   |      | | j                      |
| Jessica                                                                                  |      | Züchter: Louis Poloni (Fr) | j                      |
| Jessy                                                                                    |      | Züchter: Tezier Sa (Fr) | j                      |
| Jest                                                                                     |      | | j                      |
| Jet                                                                                      |      | | c, d, j                |
| Jet Boy                                                                                  |      | | j, o                   |
| Jet Star                                                                                 |      | Reifezeit: 70 Tage. | d, i (31. August 2016) |
| Jet Star F1                                                                              |      | | c, d                   |
| Jetsetter F1                                                                             |      | | c, d                   |
| Jetstream                                                                                |      | | j                      |
| Jewel                                                                                    |      | | d, g, h, j             |
| Jewish                                                                                   |      | | c, d                   |
| Jia Hong 5 Hao                                                                           |      | | j, o                   |
| Jia Hong 6                                                                               |      | | j                      |
| Jiang Shu 14 Hao                                                                         |      | | j, o                   |
| Jiang Shu 152                                                                            |      | | j, o                   |
| Jianna                                                                                   |      | Züchter: Seed Works India Pvt. Ltd | j                      |
| Jiao Za 1 Hao                                                                            |      | | j, o                   |
| Jilguero                                                                                 |      | | j                      |
| Jillian                                                                                  |      | Züchter: Hazera Genetics | j, o                   |
| Jimax                                                                                    |      | | j                      |
| Jimena                                                                                   |      | Züchter: Meridiem Seeds, S.L. | j                      |
| Jimenez                                                                                  |      | Züchter: Meridiem Seeds, S.L. | j, o                   |
| Jimmy Joe                                                                                |      | | c, d                   |
| Jin Guan Qi Hao                                                                          |      | | j, o                   |
| Jina                                                                                     |      | | j, o                   |
| Jitka                                                                                    |      | | d, j                   |
| Jmech                                                                                    |      | | j, o                   |
| Joao                                                                                     |      | Züchter: Hazera Genetics | j, o                   |
| Joaquin                                                                                  |      | Züchter: Seminis Vegetable Seed Ib | j                      |
| Jocaste                                                                                  |      | Züchter: Hazera Genetics Ltd (Il) | j                      |
| Jochatos                                                                                 |      | | c                      |
| Jocher                                                                                   |      | | g, h                   |
| Jocker                                                                                   |      | | j                      |
| Jocotillo                                                                                |      | | c, d                   |
| Jody                                                                                     |      | Züchter: Enza Zaden Beheer B.V. | j                      |
| Joe Lauerer's Pink German Eggs                                                           |      | | c, d                   |
| Joe Thieneman's Australian Heart                                                         |      | | c, d                   |
| Joe Wilson Heirloom                                                                      |      | | c, d                   |
| Joe's Pink Oxheart                                                                       |      | | c, d                   |
| Joe's Plum                                                                               |      | | c, d, e, g, h          |
| Joe's Polish                                                                             |      | | c, d                   |
| Joe's Portuguese                                                                         |      | | c, d, e                |
| Joel                                                                                     |      | Züchter: Isi Sementi Spa | j, o                   |
| Joffre                                                                                   |      | | c, d                   |
| Jogewa 135                                                                               |      | | g, h                   |
| Jogewa 35                                                                                |      | | g, h                   |
| Johana                                                                                   |      | Züchter: Western Seed España, S.A. | j, o                   |
| Johannisbeertomate                                                                       |      | | c, d, e, g, h          |
| Johannisbeertomate Gelb                                                                  |      | | c                      |
| Johannisbeertomate Gelbe Langtraubige                                                    |      | | c                      |
| Johannisbeertomate Orange                                                                |      | | c                      |
| Johannisbeertomate Schwarz                                                               |      | | c                      |
| Johannisfeuer (oder: Geisenheimer Frühtomate)                                            |      | Züchter: Königliche Lehranstalt für Wein-, Obst- und Gartenbau zu Geisenheim im Rheingau | g, h                   |
| Johanns Rote                                                                             |      | | c, n                   |
| Johe                                                                                     |      | | c                      |
| John Baer                                                                                |      | Züchter: Domaine Public (Fr) | j                      |
| John Bear                                                                                |      | | c, d, f, g, h          |
| John Losasso's Low Acid Rosey                                                            |      | | c, d                   |
| John Losasso's Low Acid Ruby                                                             |      | | c, d                   |
| John Vesta                                                                               |      | | c, d                   |
| John’s Big Orange                                                                        |      | | c, d                   |
| Johnny Jumpup                                                                            |      | | c, d                   |
| Joie De La Table                                                                         |      | Züchter: Domaine Public (Fr) | d, j                   |
| Joie De Vivre                                                                            |      | | d                      |
| Join Or Die                                                                              |      | | f                      |
| Joinless                                                                                 |      | Züchter: De Ruiter Zonen (Nl) | j                      |
| Joint                                                                                    |      | | j                      |
| Jointless 812                                                                            |      | | j                      |
| Jokato                                                                                   |      | Züchter: Plantico Hodowla I Nasiennictwo Ogrodnicze Golebiew Sp. Z O.O. | j                      |
| Joker                                                                                    |      | Züchter: Vilmorin | j, o                   |
| Jolie Coeur                                                                              |      | | c                      |
| Jolimac                                                                                  |      | | j                      |
| Jolly                                                                                    |      | Züchter: Petoseed Inc. Co | d, j                   |
| Jolly Elf F1                                                                             |      | | d                      |
| Jolly F1                                                                                 |      | | c, d                   |
| Jollybrid                                                                                |      | | j, o                   |
| Jon                                                                                      |      | | g, h                   |
| Jon Mähnert                                                                              |      | | f                      |
| Jonas Bozicou                                                                            |      | | c, d, e                |
| Jonsu                                                                                    |      | Züchter: Amit Avidov | j, o                   |
| Jontek                                                                                   |      | Züchter: Instytut Warzywnictwa Im. Emila Chroboczka \Przedsiebiorstwo Nasiennictwa Ogrodniczego I Szkolkarstwa Spolka Akcyjna W Upadlosci Likwidacyjnej \Polska Hodowla I Nasiennictwo Roslin Ogrodniczych Iwarz-Pnos Sp. Z O.O. | j                      |
| Jordan                                                                                   |      | | j                      |
| Jordanische Fleischtomate                                                                |      | | d                      |
| Jordanische Tomate                                                                       |      | | c                      |
| Jordanische Tropfenförmige                                                               |      | | c                      |
| Jordita                                                                                  |      | Züchter: De Ruiter Seeds | j, o                   |
| Jordita At 71                                                                            |      | | j                      |
| Jordy                                                                                    |      | Züchter: Royal Sluis Vegetables Bv (Nl) | j                      |
| Jorge                                                                                    |      | Züchter: Novartis Seeds B.V. | j, o                   |
| Jorosso                                                                                  |      | Züchter: Tomato Colors Soc. Coop. | j                      |
| Jos                                                                                      |      | Züchter: Green4Health B.V. | j                      |
| Josalyn                                                                                  |      | Züchter: Hazera Genetics Ltd (Il) | j                      |
| Josefina                                                                                 |      | Züchter: F.A.Hebrew Uni-B.Gurion | c, d, j, o             |
| Joseph Canner                                                                            |      | | g, h                   |
| Josephine Carter                                                                         |      | | d                      |
| Joskar                                                                                   |      | | j                      |
| Jouman 188                                                                               |      | | j                      |
| Jovan                                                                                    |      | | j                      |
| Jovanna                                                                                  |      | | j                      |
| Jowatom                                                                                  |      | Züchter: Wanas Josef, Mag. | j                      |
| Jowisz                                                                                   |      | Züchter: Produkcja I Hodowla Roslin Ogrodniczych Krzeszowice Sp. Z O.O. | j                      |
| Joy                                                                                      |      | | j                      |
| Joya                                                                                     |      | Züchter: Southern Seed S.R.L. | j                      |
| Joya De Oaxaca (oder: Joyau D'Oaxaca)                                                    |      | Züchter: Domaine Public (Fr) | d, j                   |
| Joyau D'Idaho                                                                            |      | | c, d                   |
| Jr 440                                                                                   |      | | j                      |
| Jr 6                                                                                     |      | | j, o                   |
| Jtd (oder: J. T. D.)                                                                     |      | | c, d, e, g, h          |
| Juancarlo                                                                                |      | | j                      |
| Juanita                                                                                  |      | Züchter: Hazera Genet./Yissum Rese | j                      |
| Jubilaire                                                                                |      | | c                      |
| Jubilat                                                                                  |      | Züchter: Przedsiebiorstwo Nasiennictwa Ogrodniczego I Szkolkarstwa Spolka Akcyjna W Upadlosci Likwidacyjnej | j                      |
| Jubiläum (oder: Jubilee. Jubileum)                                                       |      | | c, d, e, g, h, j       |
| Jubilee 25                                                                               |      | | g, h                   |
| Jubilee Orange                                                                           |      | | g, h                   |
| Jubileinyj                                                                               |      | Züchter: Rusijos Daržo Augalu Selekcijos Ir Seklininkystes Mokslo Tiriamasis Institutas | j, o                   |
| Jubilejnij Tarasenko                                                                     |      | | c                      |
| Jubiliar 60 20                                                                           |      | Züchter: Grati, Maria, Md, Mihnea, Nadejda, Md, Jacota, Anatol, Md, Grati, Vasile, Md | j, o                   |
| Juboline                                                                                 |      | Züchter: Institut National De La Recherche Agronomique (Fr) | c, d, j                |
| Jubox                                                                                    |      | Züchter: Syngenta Seeds B.V. | j                      |
| Jucika                                                                                   |      | | j                      |
| Judith                                                                                   |      | Züchter: Louis Poloni (Fr) | j                      |
| Juergl Kuban                                                                             |      | | g, h                   |
| Jugata                                                                                   |      | | g, h                   |
| Jugo                                                                                     |      | | c, d                   |
| Jugoslawische Fleischtomate                                                              |      | | c, n                   |
| Jugoslawisches Ochsenherz (oder: Rajcica Volovsko Crce)                                  |      | | n                      |
| Juhas                                                                                    |      | Züchter: Instytut Warzywnictwa Im. Emila Chroboczka \Przedsiebiorstwo Nasiennictwa Ogrodniczego I Szkolkarstwa Spolka Akcyjna W Upadlosci Likwidacyjnej \Polska Hodowla I Nasiennictwo Roslin Ogrodniczych Iwarz-Pnos Sp. Z O.O. | c, e, j                |
| Juicy                                                                                    |      | | e, g, h                |
| Jujube                                                                                   |      | | c, d                   |
| Jujube Cherry                                                                            |      | | c, e, g, h             |
| Julia                                                                                    |      | Züchter: Zakład Ogrodniczy Przyborów Sp. Z O.O. | c, d, g, h, j          |
| Julia 1547 B                                                                             |      | | c                      |
| Julia Child                                                                              |      | | c, d, f, k             |
| Julia Nana                                                                               |      | | c                      |
| Juliana                                                                                  |      | Züchter: Hazera Genetics Ltd (Il)/Yissum Research Dev Of The Hebrew University Of Jerusalem (Il) | c, g, h, j             |
| Julie's Red Oxheart                                                                      |      | | c, d                   |
| Juliet                                                                                   |      | | f, j                   |
| Juliet F1                                                                                |      | | d                      |
| Juliet F1 Hybride                                                                        |      | | c                      |
| Juliet Hybrid                                                                            |      | | k                      |
| Julietaz                                                                                 |      | | j                      |
| Juliette                                                                                 |      | Züchter: Petoseed Co Inc (Us) | c, j                   |
| Julimatador                                                                              |      | | c, g, h                |
| Julio                                                                                    |      | | j                      |
| Julirot                                                                                  |      | | c, d                   |
| Julius                                                                                   |      | | j                      |
| Juliyenyj                                                                                |      | | g, h                   |
| Jullar                                                                                   |      | | j, o                   |
| Julnar                                                                                   |      | | j                      |
| Jumbo                                                                                    |      | Züchter: Frank Francis | c, j                   |
| Jumbo Doc                                                                                |      | | j                      |
| Jumbo Jim Cherry                                                                         |      | | c, d                   |
| Jumbo Jim Orange                                                                         |      | | c, d                   |
| Jumbo Roma                                                                               |      | | c, d, k                |
| Jump                                                                                     |      | | j                      |
| Jumper                                                                                   |      | Züchter: Geneplanta | j                      |
| Juncal                                                                                   |      | Züchter: Seminis Veget.Seeds Inc | j, o                   |
| June Pink                                                                                |      | Züchter: Domaine Public (Fr) | c, d, e, g, h, j, k    |
| Junge Eiche                                                                              |      | | c, e, n                |
| Jungle                                                                                   |      | Züchter: Nunhems B.V. | j, o                   |
| Jungle Salad                                                                             |      | | c, d                   |
| Junifreude                                                                               |      | | c                      |
| Junifreunde                                                                              |      | | m                      |
| Junitomate                                                                               |      | | n                      |
| Junitomate Eigenselektion Dunkel                                                         |      | | n                      |
| Juno                                                                                     |      | Züchter: Semillas Almeria I+D, S.L. | g, h, j, o             |
| Jupierre                                                                                 |      | Züchter: Institut National De La Recherche Agronomique (Fr) | j                      |
| Jupiter                                                                                  |      | Züchter: Western Seed España, S.A. | c, j, o                |
| Jurgiai                                                                                  |      | Züchter: Lietuvos Agrariniu Ir Mišku Mokslu Centro Filialas Sodininkystes Ir Daržininkystes Institutas | j, o                   |
| Juri Rs                                                                                  |      | Züchter: Seminis Veget.Seeds Inc | j                      |
| Jurmala                                                                                  |      | | j                      |
| Jürmala                                                                                  |      | | c                      |
| Jury                                                                                     |      | Züchter: Seminis Veget.Seeds Inc | j, o                   |
| Justar                                                                                   |      | Züchter: Ferry Morse Seed Co.(Usa) (Us) | j                      |
| Justens Gelbe                                                                            |      | | c, j, o                |
| Justens Zuckersüße                                                                       |      | | c                      |
| Justens Zuckertomate                                                                     |      | | n                      |
| Justine                                                                                  |      | | c, d                   |
| Justine Heart                                                                            |      | | c, d                   |
| Justyna                                                                                  |      | Züchter: Hazera Genetics | d, j, o                |
| Justyna Gelb                                                                             |      | | c                      |
| Justyna Rot                                                                              |      | | c                      |
| Jutland                                                                                  |      | | c, d                   |
| Jutrosz                                                                                  |      | Züchter: Plantico Hodowla I Nasiennictwo Ogrodnicze Zielonki Sp. Z O.O. | c, j                   |
| Jutta                                                                                    |      | Züchter: Dr. Hans Rolf Spaeth | c, d, g, h, j, o       |
| Juventas                                                                                 |      | | j                      |
| Juwel Rosowji                                                                            |      | | c                      |
| Juzanin                                                                                  |      | | g, h                   |